# درده (فیروزکوه)
دَردِه، روستایی کهن، در دهستان پشتکوه از توابع بخش مرکزی شهرستان فیروزکوه در استان تهران ایران است. مردم این روستا به زبان مازندرانی صحبت می کنند.
وجه تسمیه درده، قرار گرفتن آن در میانه دره عنوان شده و در واقع درده خلاصه شده دره ده است.
مردم روستای درده به کشاورزی و دامداری مشغول هستند. اصلی ترین محصول روستای درده، گردو است.  
این روستا از نظر آب و هوایی سرد و کمی خشک است. فصل سرما در این روستا تا ۸ ماه نیز ادامه دارد.

## سد درده

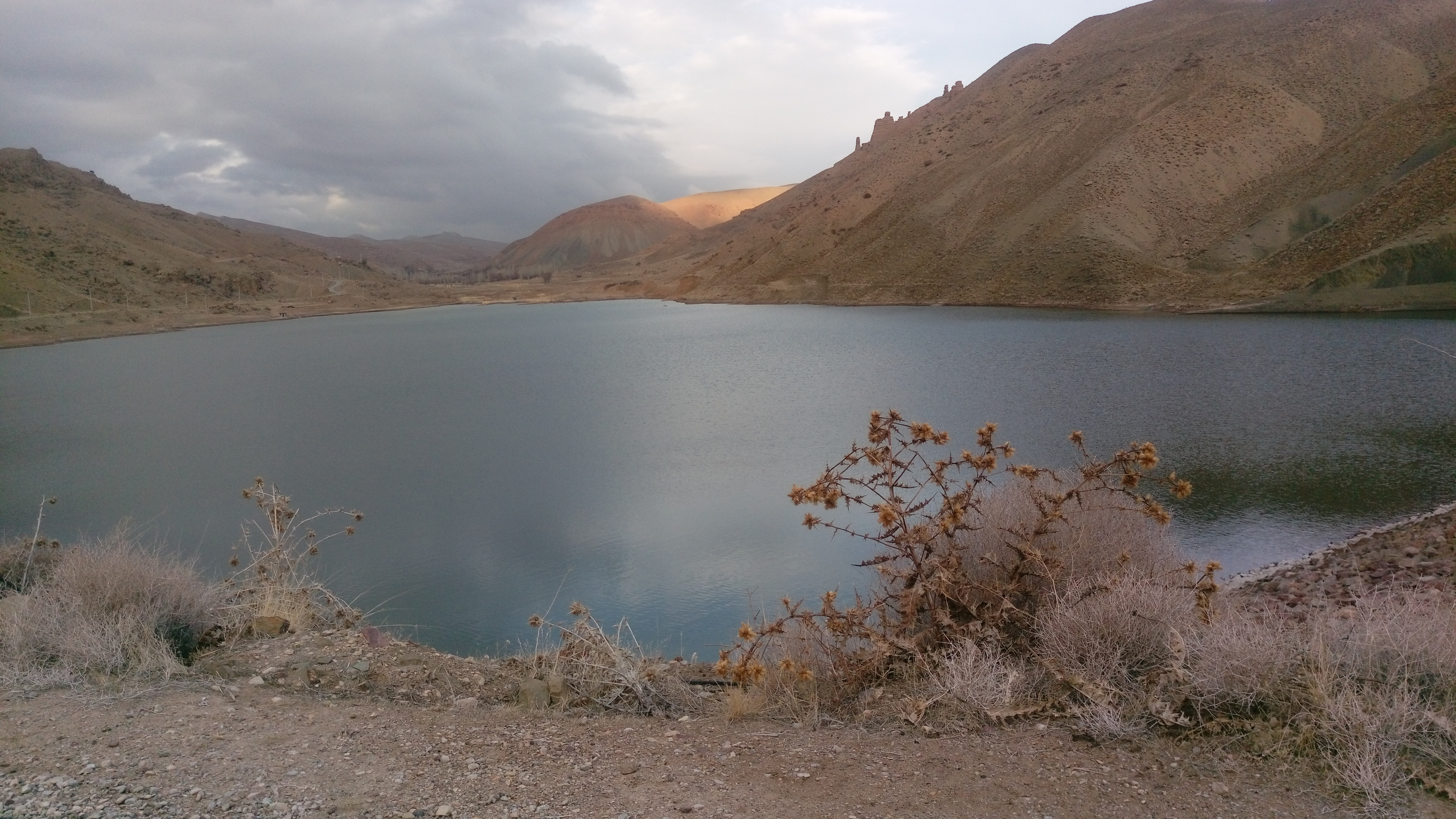
سد روستای درده

در روستای درده سدی به نام سد شاهد احداث شده که آب کشاورزی این روستا را تامین میکند. در این سد که حدود دو سال است آبگیری شده،ماهی و مرغابی نیز دیده میشود. 

## جمعیت
این روستا در دهستان پشتکوه قرار دارد و براساس سرشماری مرکز آمار ایران در سال ۱۳۸۵، جمعیت آن ۴۱۱ نفر (۱۱۲خانوار) بوده‌است.
اغلب مردم روستا در زمستان ها به نقاط دیگری مهاجرت می کنند.

## حمام درده
حمام کرناسیان مربوط به دوره قاجار است و در مرکز روستای درده، در حاشیه مسیر رود قرار دارد. این حمام که بیش از ۲۰۰ سال قدمت دارد به تازگی بازسازی شده است تا به عنوان موزه برای بازدید عموم بازگشایی شود و دیگر کاربری حمام نخواهد داشت.

## مشاهده پلنگ ایرانی
به نقل از اهالی روستا در تابستان سال ۹۳ بارها پلنگی ماده به همراه توله‌هایش در روستا مشاهده شده‌اند که ضمن حمله به دام‌ها و شکار بز و گوسفند و کره خر و کره اسب، باعث وحشت و نگرانی اهالی روستا نیز شده بودند.